# Crosley
La  Crosley in seguito  Crosley Corporation e più tardi Crosley Motors Incorporated è stata una casa automobilistica statunitense attiva nel settore delle automobili super compatte dal 1939 al 1952.

## Storia

### Le origini

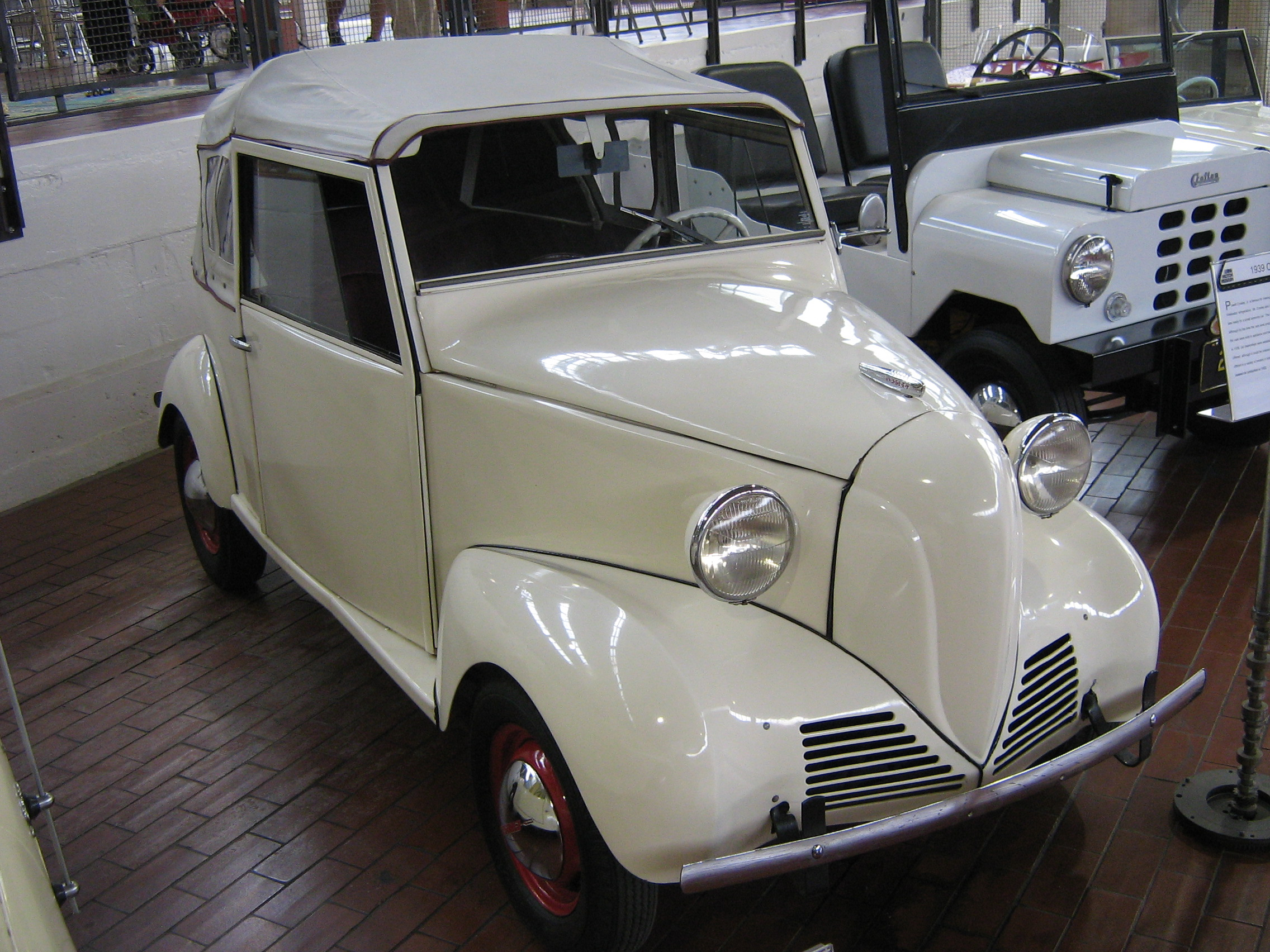
Una Crosley del 1939

L'industriale Powel Crosley Jr. di Cincinnati in Ohio, proprietario della Crosley Broadcasting Corporation e della squadra di baseball dei Cincinnati Reds, aveva dei piani ambiziosi per costruire un'auto subcompatta e con l'aiuto di suo fratello minore Lewis Crosley, ingegnere meccanico, sviluppò a questo scopo degli impianti di assemblaggio a Richmond nell’Indiana e a Marion, sempre nell'Indiana. Nel maggio del 1939, la prima auto fu esposta all'Indianapolis Speedway. Era una decapottabile a due porte, che pesava meno di 454 kg e fu venduta ad un prezzo di US $ 250. Non ebbe un grande successo commerciale, ma a partire 1941 furono introdotti ulteriori stili di carrozzeria.

### Descrizione
Il telaio della vettura aveva un passo di soli 2.032 metri e poggiava su un assale anteriore rigido sospeso da balestre semi-ellittiche e da balestre di un quarto di ellisse nell'assale posteriore. Il motore a due cilindri di 580 cm3 di marca Waukesha era raffreddato ad aria, la ventola era parte integrante del volano. Il cambio a tre velocità collegava direttamente l'asse posteriore tramite un tubo di torsione, eliminando la necessità di giunti di accoppiamento. Tuttavia questa soluzione fu ritenuta inaffidabile e dal 1941 furono montati dei giunti cardanici convenzionali.
Nel 1941 le carrozzerie disponibile includevano anche una cabriolet a due e quattro posti, una berlina convertibile, una station wagon, un camioncino, un furgone e due modelli noti come "Delivery Promenade" e "Wagon Couvert" (un camioncino convertibile con sedile posteriore rimovibile). La prima berlina a tetto rigido Crosley fu introdotta nel 1942, la Liberty.
Il Motore fu sostituito nel 1946 dal quattro cilindri CoBra di 724 cm3 ad albero a camme in testa, con alesaggio di 63,5 mm e corsa di 57,2 mm e raffreddamento ad acqua a sua volta sostituito nel 1949 da un nuovo motore CIBA (Crosley Cast Iron Block Assembly). 

### Sviluppo postbellico

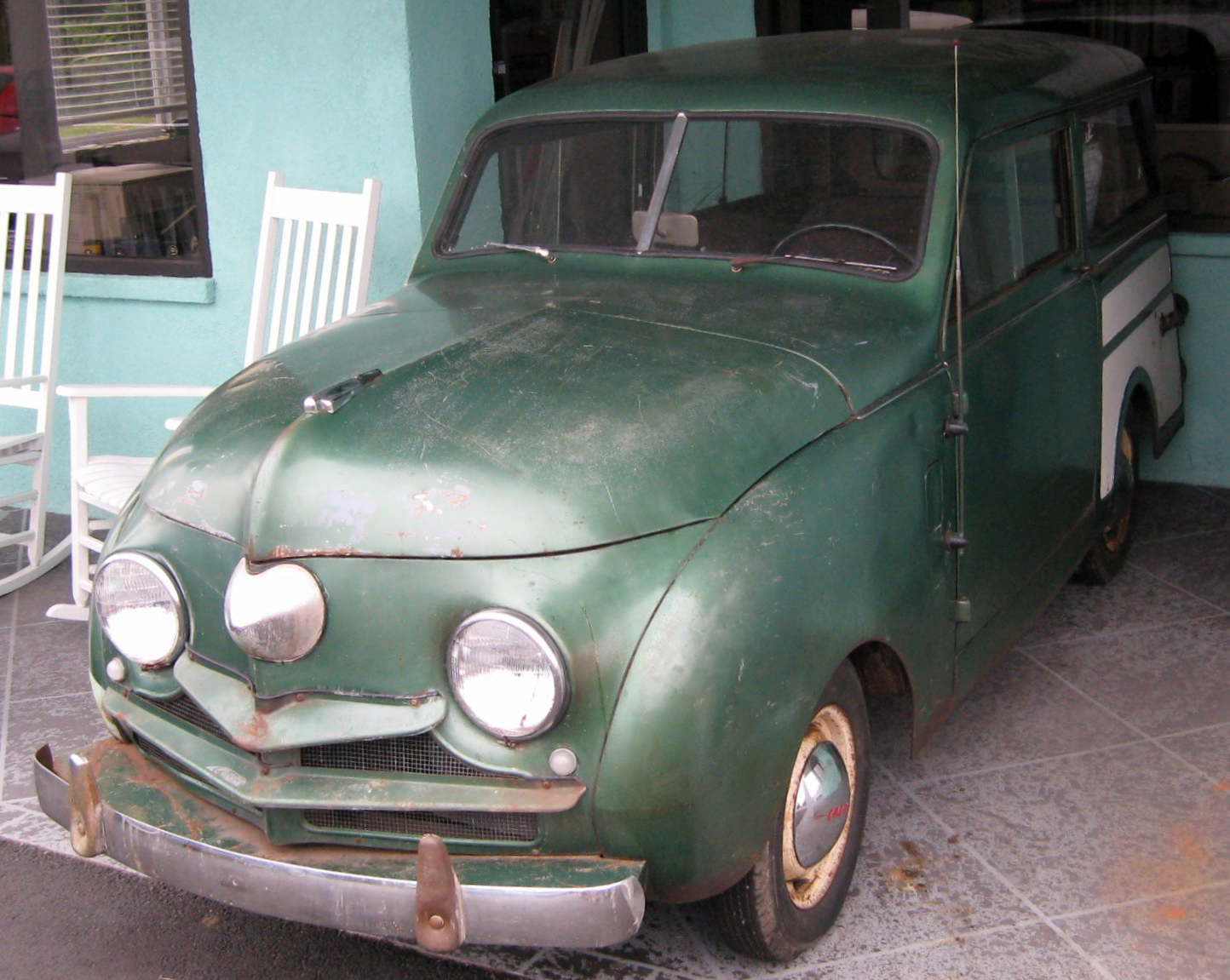
Una Crosley CC Station Wagon del 1948

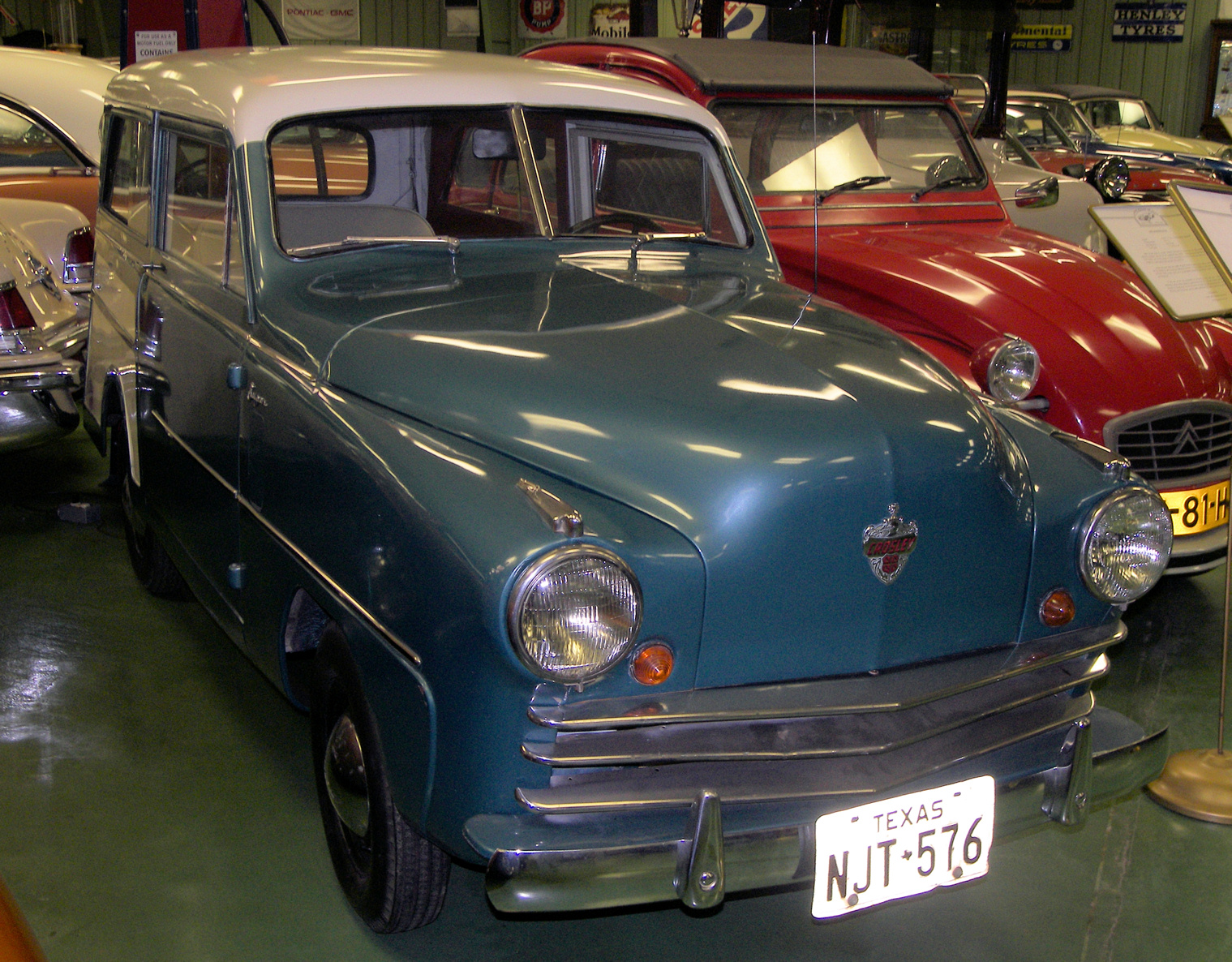
Una Crosley CD Station Wagon del 1950 al Central Texas Museum of Automotive History

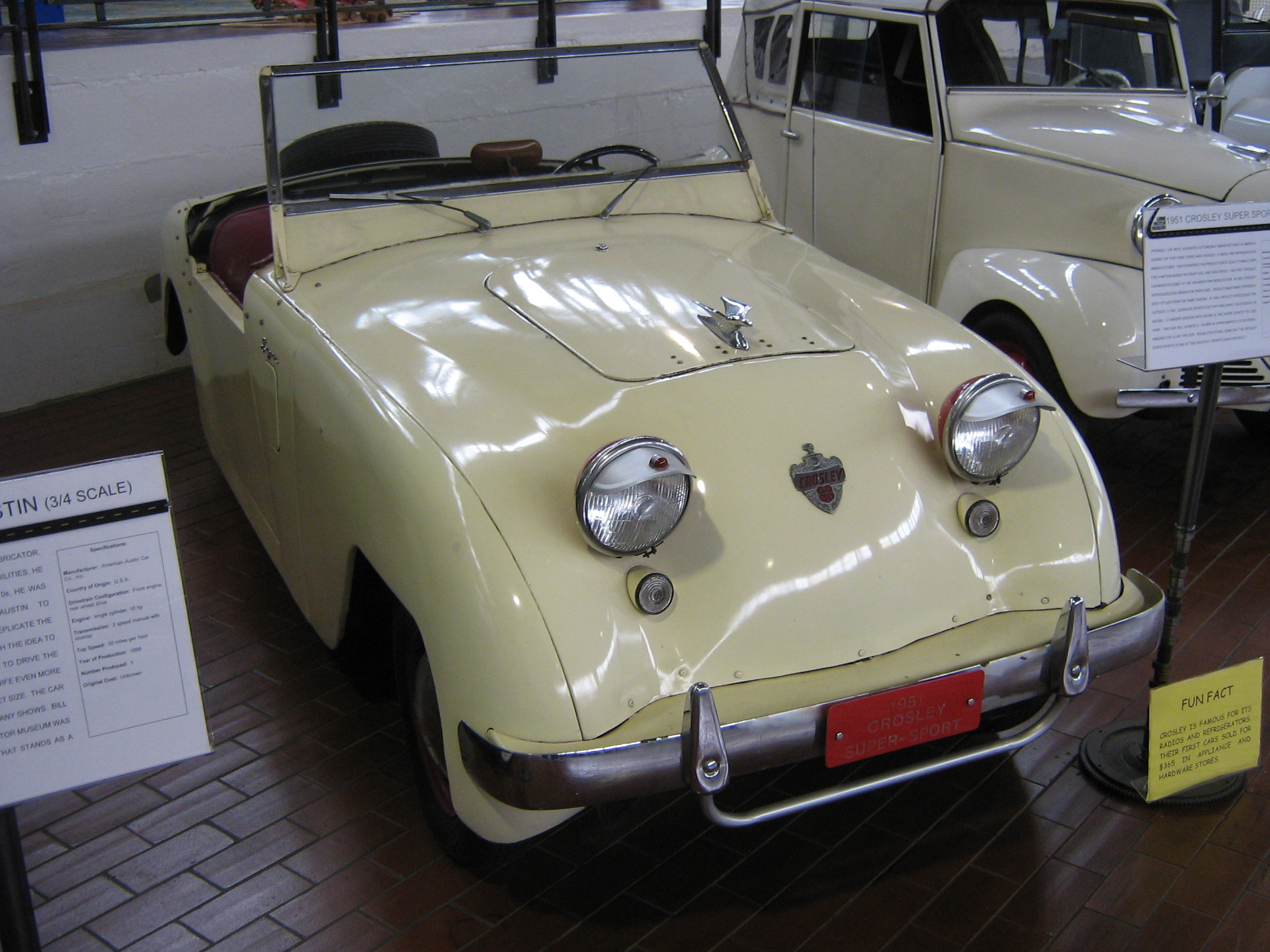
Una Crosley Super Sport (1951)

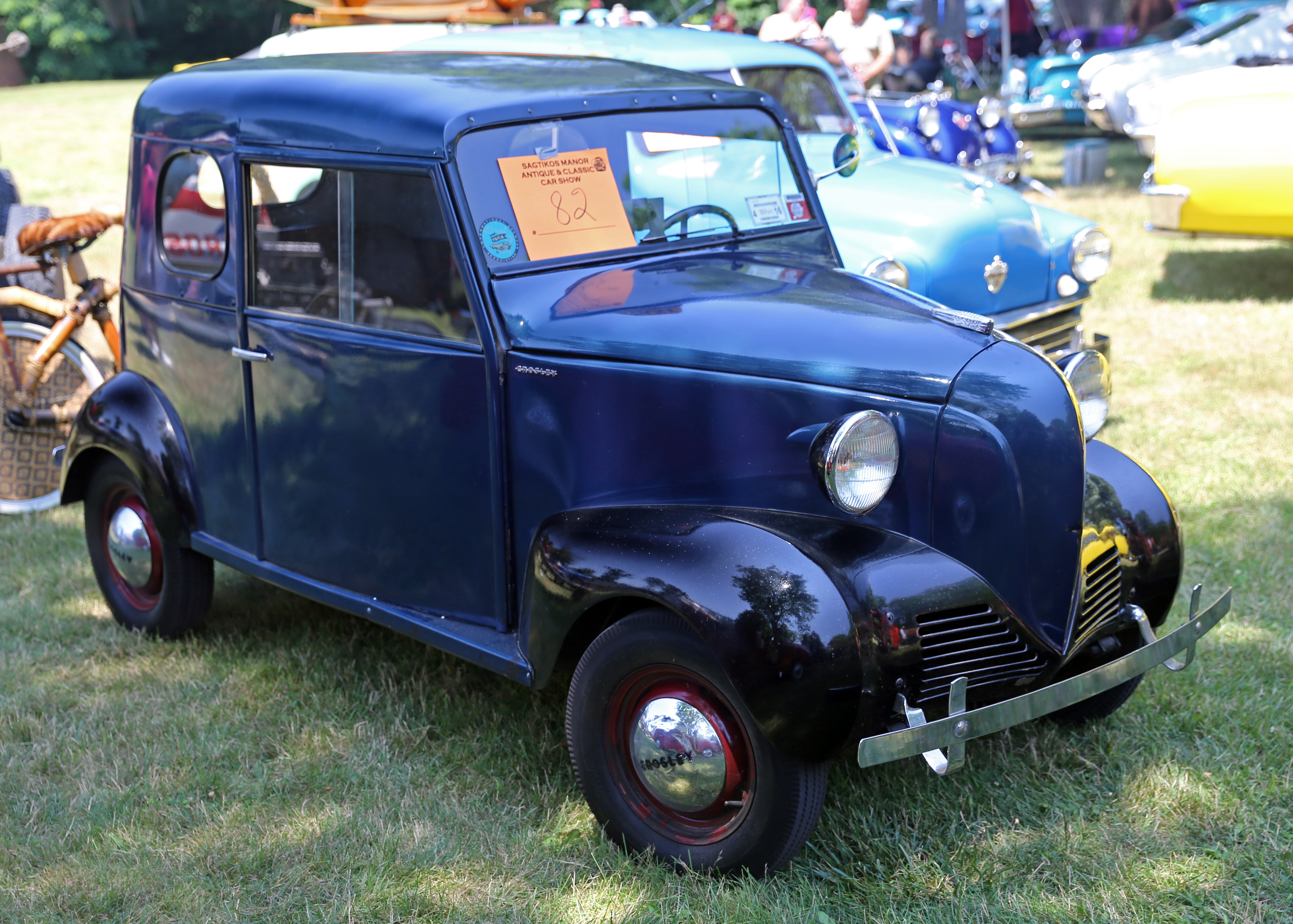
Una Crosley CB-42 Liberty Sedan del 1942, vista anteriore

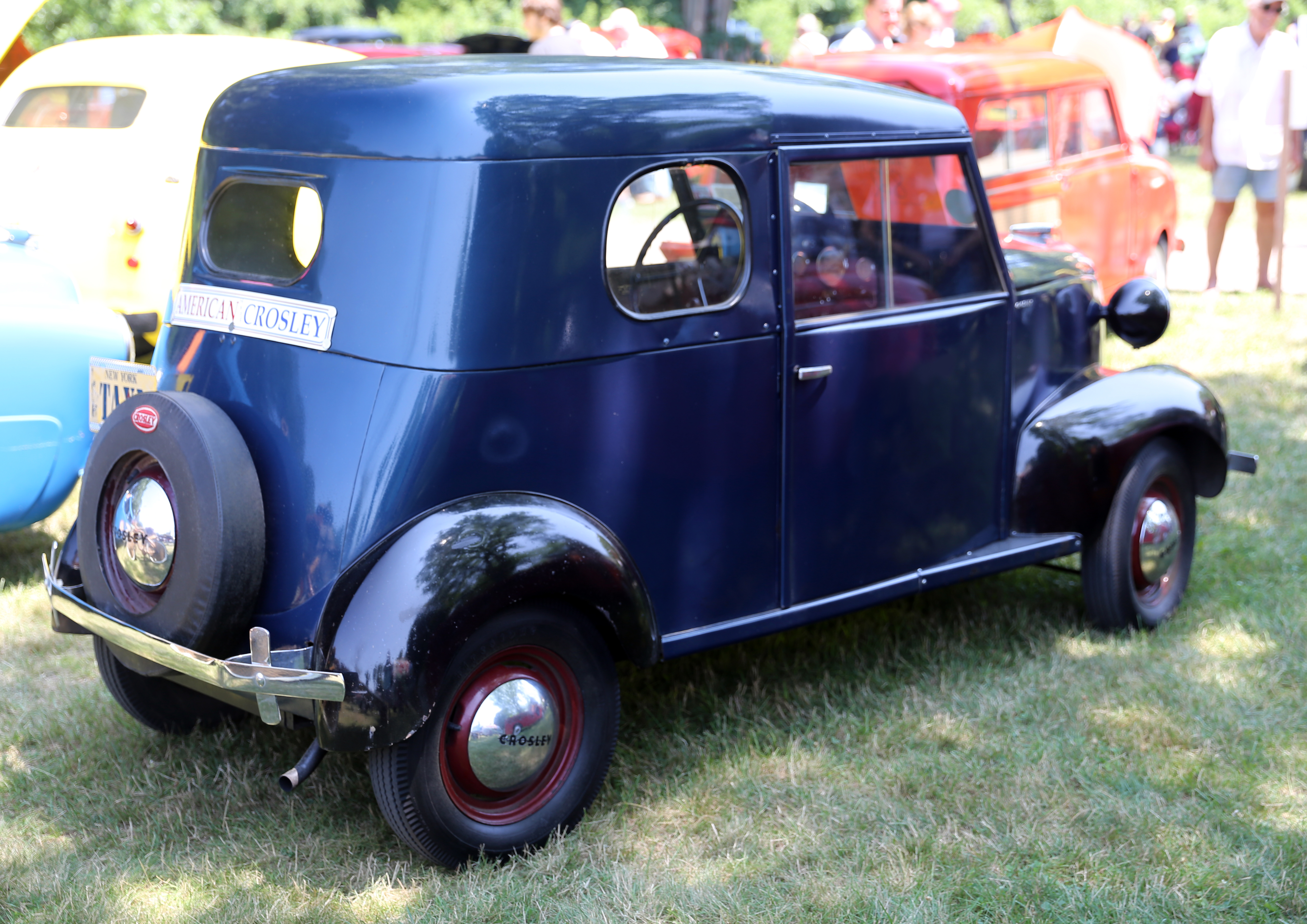
Una Crosley CB-42 Liberty Sedan del 1942, vista posteriore

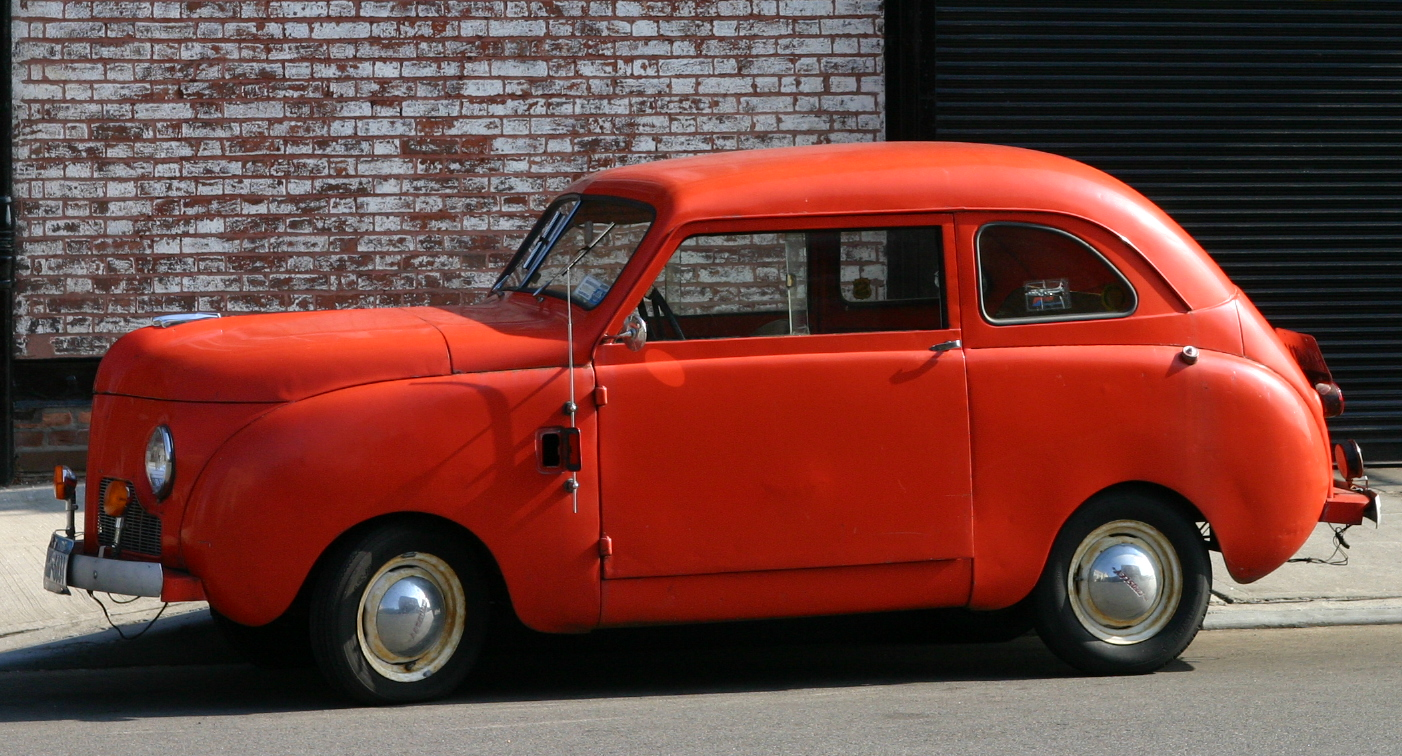
Una CC Sedan (1946–1948) vista di lato

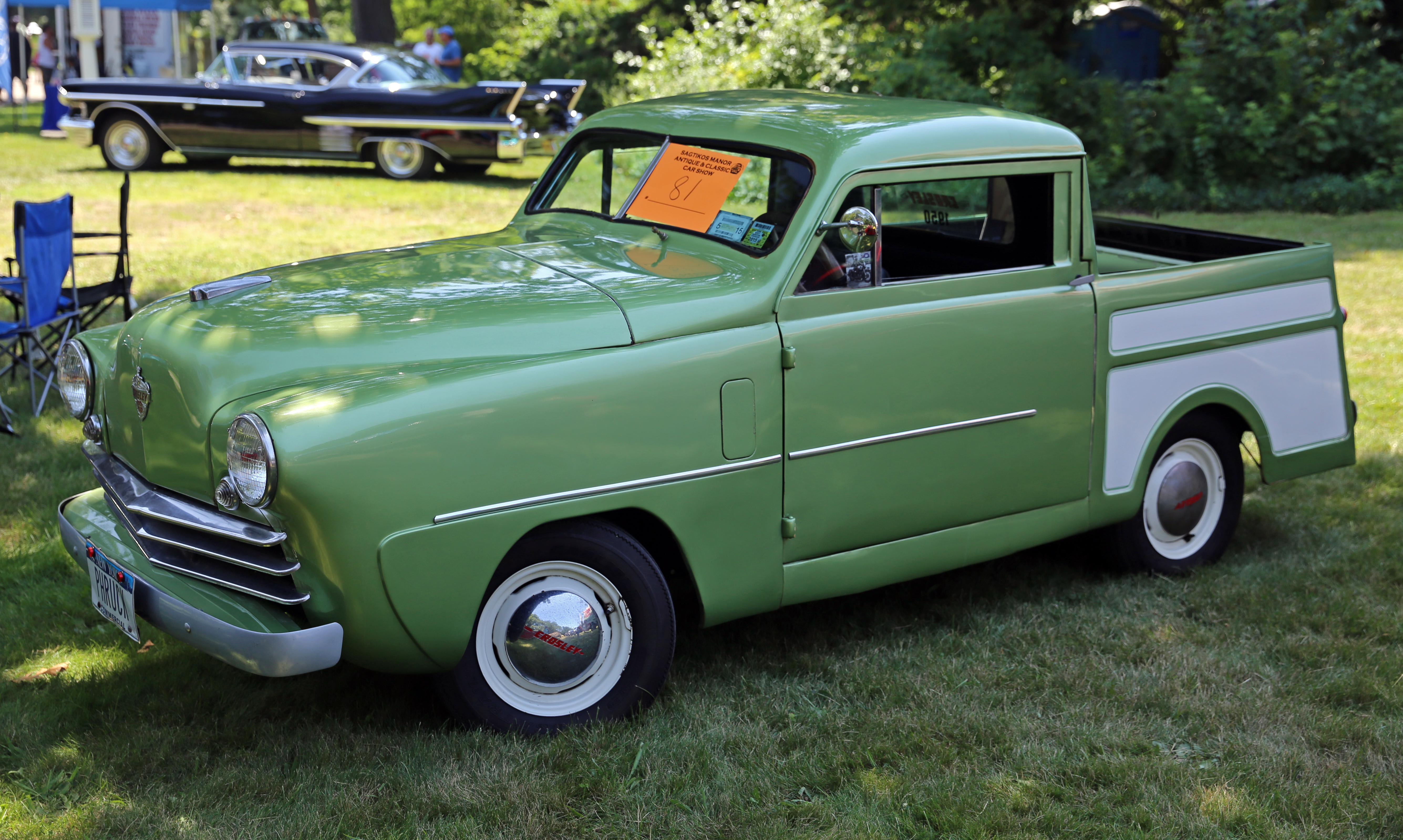
Una Crosley CD pickup del 1950

La produzione di veicoli civili riprese nello stabilimento di Marion nel 1946 con un nuovo modello di linea aerodinamica leggermente più grande e con motore a quattro cilindri di circa un litro di cilindrata, il CC, progettato dalla ditta Sundberg & Ferar di Royal Oak in Michigan. (La fabbrica di Richmond era stata venduta durante gli anni della guerra.)

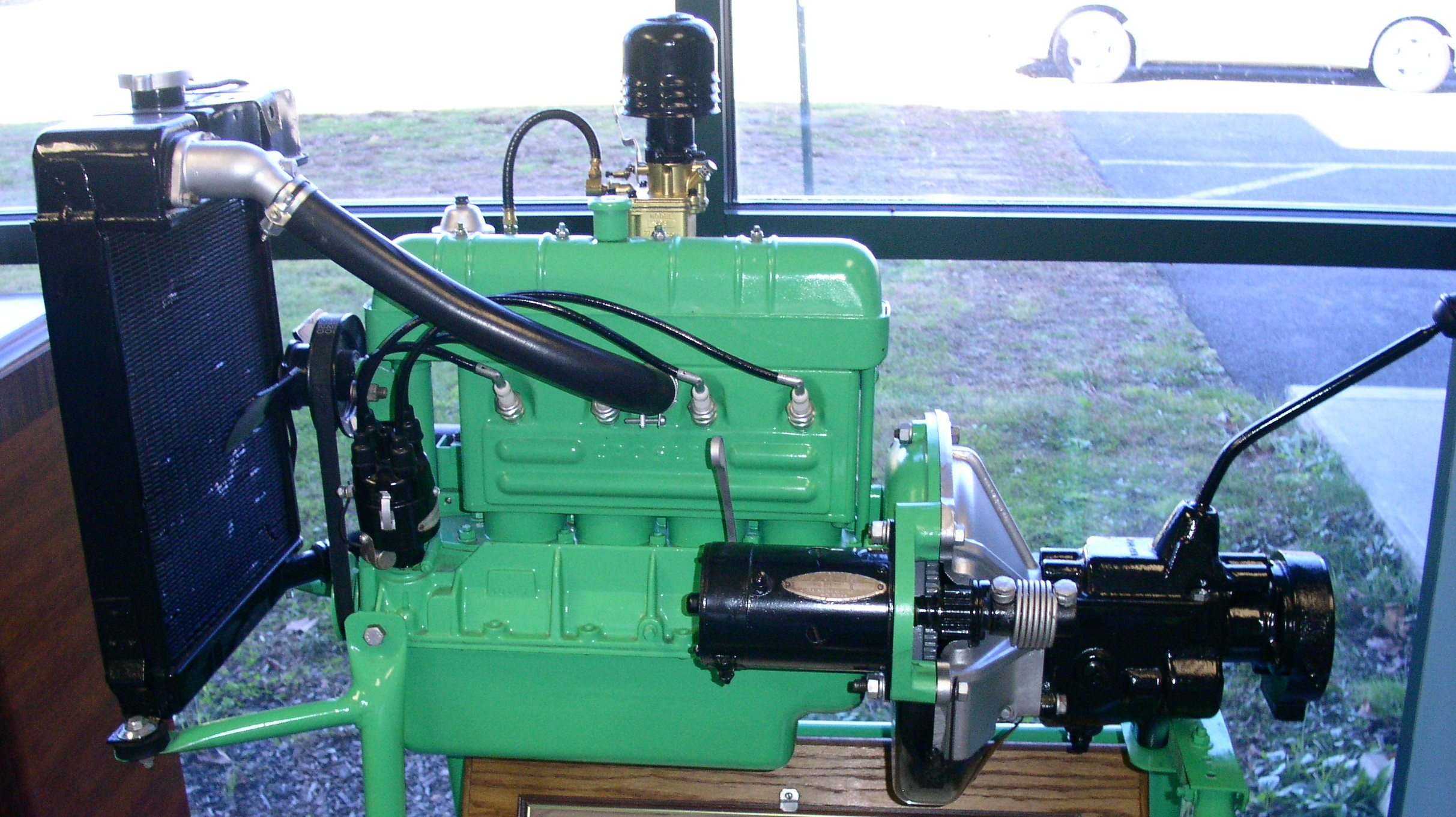
Un motore Crosley CoBra completo di cambio di velocità

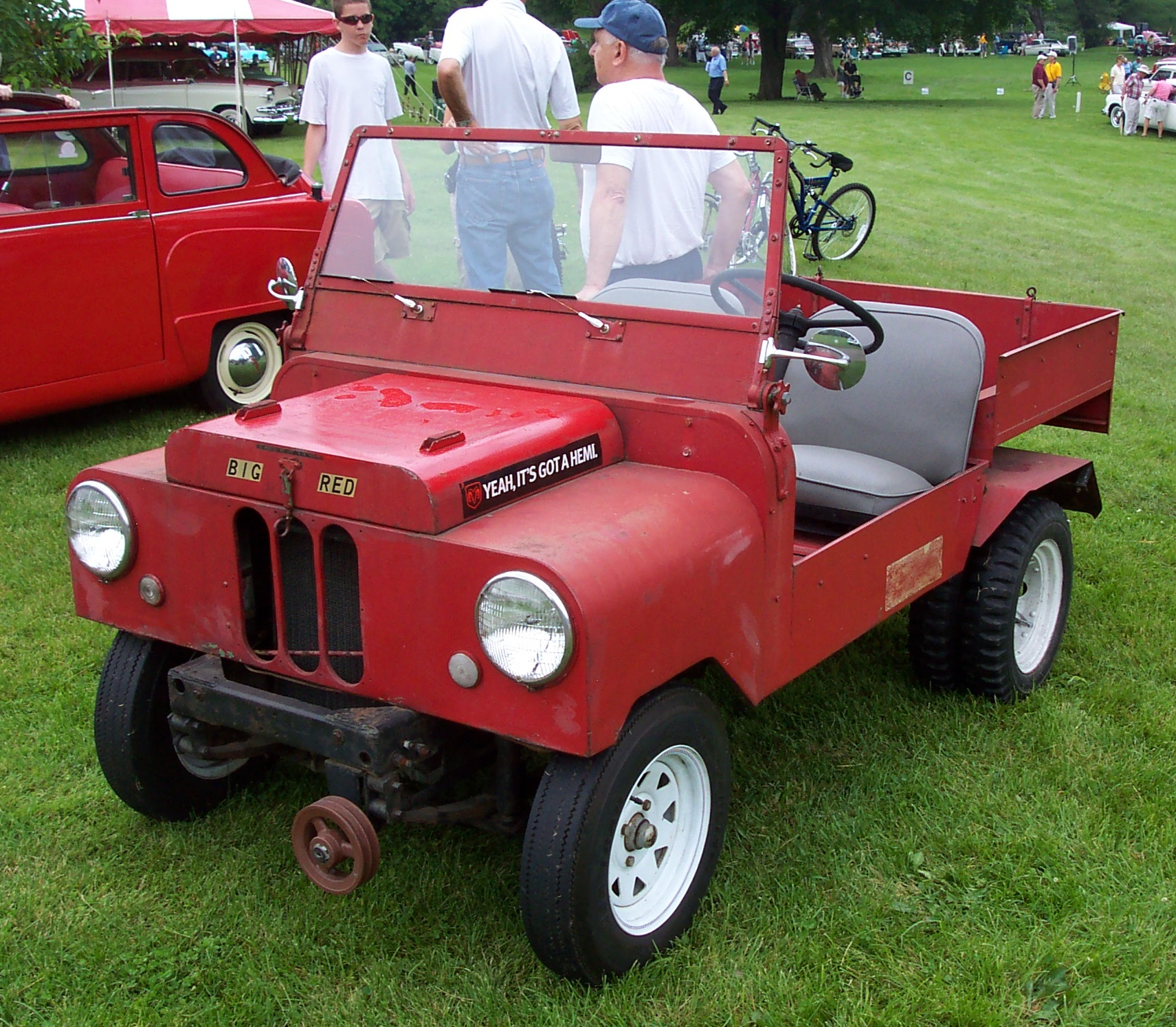
Una Crosley Farm-O-Road con in evidenza la presa di forza anteriore

La produzione fu di 4.999 veicoli nel 1946 e aumentò a numeri a cinque cifre, producendo più di 22.500 auto nel 1947. Le vendite di Crosley raggiunsero il picco nel 1948, con 24.871 o 27.707 auto vendute, a seconda della fonte.
Tuttavia, il nuovo motore in rame e acciaio stampato CoBra (Copper Brazed) si rivelò un punto debole. Sebbene si fosse dimostrato affidabile nell'uso militare, lo stesso non accadde nell'uso civile con una manutenzione meno diligente accusando problemi di corrosione. 
Il CoBra fu sostituito con un motore in ghisa convenzionale riprogettato e più affidabile nel 1949, ma la reputazione dell'azienda ne risentì. Le vendite scesero a 8.939 unità nel 1949 e a sole 7.612 nel 1950.
L'aggiunta del modello sportivo "Hotshot" Crosley con freni a disco sulle quattro ruote a comando idraulico e del modello "Farm-O-Road", una combinazione di trattore agricolo e veicolo a trazione integrale nel 1950, non riuscì a fermare il declino.
Ulteriori problemi vennero dopo che le case automobilistiche delle Big Three (Ford, Chevrolet e Chrysler) introdussero auto più grandi e lussuose che, prodotte in volumi più alti poterono essere vendute, in alcuni casi, ad un prezzo solo poco più alto di una nuova auto Crosley. 
Le vendite di Crosley diminuirono a 4.839 unità nel 1951; solo 1.522 veicoli Crosley furono venduti nel 1952. 
La produzione cessò il 3 luglio 1952, quando l'ultima Crosley uscì dalla linea di produzione. 
Crosley vendette circa 84.000 auto in totale prima di chiudere l'attività nel 1952. 
Crosley continuò a costruire motori per un breve periodo per adempiere a un contratto governativo, ma alla fine i diritti sul motore furono venduti.
Lo stabilimento della Crosley a Marion, nell'Indiana, fu venduto alla General Tire and Rubber Company.